# سیارک ۱۵۰۴۵
سیارک ۱۵۰۴۵ (به انگلیسی: 15045 Walesdymond، نامگذاری:1998XY21) پانزده هزار و چهل و پنجمین سیارک کشف شده‌است که در ۱۰ دسامبر ۱۹۹۸ کشف شد.
قدر مطلق سیارک برابر ۱۷.۰ است.